# Radotín (Olbramovice)
Radotín je malá vesnice, část obce Olbramovice v okrese Benešov. Nachází se asi 3,5 km na jihozápad od Olbramovic. V roce 2009 zde bylo evidováno 14 adres. Osadou protéká Janovický potok, který je levostranným přítokem řeky Sázavy. Radotín leží v katastrálním území Křešice u Olbramovic o výměře 8,18 km².

## Historie
První písemná zmínka o vesnici pochází z roku 1233.